# Claudia Porwik
Claudia Porwik (Coburgo, 14 de noviembre de 1968) es una extenista alemana.

## Carrera
En su carrera, ganó siete títulos dobles y tres torneos en singles y ocupó el puesto 29 en el ranking mundial como la posición más alta en singles (1990) y 24 en dobles (1994). Sus mayores éxitos individuales fueron en el Abierto de Australia, donde alcanzó los cuartos de final en 1988 y las semifinales en 1990. Con Alemania, también ganó la Copa Federación en 1992. Su último torneo profesional fue en agosto de 1997 en Salt Lake City.
Después de su carrera, abrió una escuela de tenis en Fürth. Poco después, ella y su esposo fundaron una escuela de tenis en colaboración con el club TSV Altenfurt en Núremberg.

## Victorias en torneos

### Dobles
| No      | Fecha                    | Torneo          | Categoría    | Superficie      | Pareja         | Oponentes finales             | Resultado                               |
| ------- | ------------------------ | --------------- | ------------ | --------------- | -------------- | ----------------------------- | --------------------------------------- |
| Primero | 1 de mayo de 1988        | Italia          | WTA Tier V   | Arena           | Andrea Betzner | Italia Canadá                 | 6: 1, 6: 2                              |
| 2.º     | 25 de agosto de 1991     | Estados Unidos  | WTA Tier V   | Cancha dura     | Australia      | Estados Unidos Estados Unidos | 6: 2, 6: 4                              |
| 3.º     | 29 de agosto de 1993     | Estados Unidos  | WTA Tier III | Cancha dura     | Australia      | Argentina Alemania            | 4: 6, 6: 4, 6: 2                        |
| 4.º     | 17 de octubre de 1993    | WTA Montpellier | WTA Tier IV  | Alfombra (hall) | Estados Unidos | Eslovaquia Bélgica            | 3: 6, 6: 2, 7: 6 <sup id="mwag">3</sup> |
| 5.º     | 8 de enero de 1995       | WTA Jakarta     | WTA Tier III | Cancha dura     | Irina Spîrlea  | Bélgica Bélgica               | 6: 2, 6: 3                              |
| 6.º     | 30 de septiembre de 1995 | WTA Peking      | WTA Tier IV  | Cancha dura     | Estados Unidos | Niederlande Chinesisch Taipeh | 6: 1, 6: 0                              |

## Participaciones en torneos de Grand Slam

### Individual
| Torneo               | 1986    | 1987    | 1988    | 1989    | 1990    | 1991    | 1992    | 1993    | 1994 | 1995    | 1996 | Carrera |
| -------------------- | ------- | ------- | ------- | ------- | ------- | ------- | ------- | ------- | ---- | ------- | ---- | ------- |
| Abierto de Australia | -       | Primero | VF      | 2.º     | HF      | 2.º     | Primero | 3.º     | -    | -       | -    | HF      |
| Abierto francés      | 3.º     | 2.º     | Primero | Primero | -       | Primero | Primero | Primero | -    | Primero | -    | 3.º     |
| Wimbledon            | -       | Primero | Primero | 2.º     | Primero | Primero | 3.º     | 2.º     | -    | Primero | 2.º  | 3.º     |
| Abierto de EE. UU.   | Primero | Primero | 2.º     | Primero | Primero | Primero | 3.º     | Primero | -    | -       | -    | 3.º     |

### Dobles
| Torneo               | 1986    | 1987    | 1988 | 1989    | 1990    | 1991    | 1992    | 1993 | 1994 | 1995    | 1996    | Carrera |
| -------------------- | ------- | ------- | ---- | ------- | ------- | ------- | ------- | ---- | ---- | ------- | ------- | ------- |
| Abierto de Australia | -       | AF      | 2.º  | VF      | Primero | Primero | AF      | 2.º  | -    | -       | 2.º     | VF      |
| Abierto francés      | Primero | Primero | AF   | Primero | -       | -       | AF      | AF   | -    | Primero | -       | AF      |
| Wimbledon            | AF      | Primero | VF   | AF      | 2.º     | Primero | Primero | -    | -    | Primero | Primero | VF      |
| Abierto de EE. UU.   | Primero | Primero | 2.º  | Primero | 2.º     | 2.º     | VF      | AF   | -    | 2do     | -       | VF      |